# Denver Nuggets 2006-2007
La stagione 2006-07 dei Denver Nuggets fu la 31ª nella NBA per la franchigia.
I Denver Nuggets arrivarono secondi nella Northwest Division della Western Conference con un record di 45-37. Nei play-off persero al primo turno con i San Antonio Spurs (4-1).

## Roster
| N°  | Naz.                   | Ruolo | Sportivo         | Anno | Alt. | Peso |
| --- | ---------------------- | ----- | ---------------- | ---- | ---- | ---- |
| 1   | Stati Uniti (bandiera) | G     | J.R. Smith       | 1985 | 198  | 100  |
| 3   | Stati Uniti (bandiera) | G     | Allen Iverson    | 1975 | 183  | 75   |
| 3-8 | Stati Uniti (bandiera) | A     | DerMarr Johnson  | 1980 | 206  | 91   |
| 4   | Stati Uniti (bandiera) | G     | Anthony Carter   | 1975 | 185  | 86   |
| 5   | Francia (bandiera)     | A     | Yakhouba Diawara | 1982 | 201  | 102  |
| 6   | Stati Uniti (bandiera) | A     | Kenyon Martin    | 1977 | 206  | 106  |
| 7   | Stati Uniti (bandiera) | AC    | Jamal Sampson    | 1983 | 211  | 107  |
| 8   | Stati Uniti (bandiera) | A     | Joe Smith        | 1975 | 208  | 102  |
| 11  | Stati Uniti (bandiera) | G     | Earl Boykins     | 1976 | 165  | 61   |
| 15  | Stati Uniti (bandiera) | A     | Carmelo Anthony  | 1984 | 203  | 104  |
| 21  | Messico (bandiera)     | A     | Eduardo Nájera   | 1976 | 203  | 109  |
| 23  | Stati Uniti (bandiera) | AC    | Marcus Camby     | 1974 | 211  | 100  |
| 24  | Stati Uniti (bandiera) | G     | Andre Miller     | 1976 | 188  | 91   |
| 25  | Stati Uniti (bandiera) | G     | Steve Blake      | 1980 | 191  | 78   |
| 30  | Stati Uniti (bandiera) | A     | Reggie Evans     | 1980 | 203  | 111  |
| 31  | Brasile (bandiera)     | AC    | Nenê Hilário     | 1982 | 211  | 122  |
| 32  | Stati Uniti (bandiera) | G     | Julius Hodge     | 1983 | 201  | 95   |
| 43  | Lituania (bandiera)    | A     | Linas Kleiza     | 1985 | 203  | 111  |

## Staff tecnico
- Allenatore: George Karl
- Vice-allenatori:  Bill Branch, Adrian Dantley, Tim Grgurich, Mike Dunlap, Doug Moe, Jamahl Mosley, John Welch
- Vice-allenatore per lo sviluppo dei giocatori: Rick Brunson (dal 21 gennaio)